# Dominik Blunschy

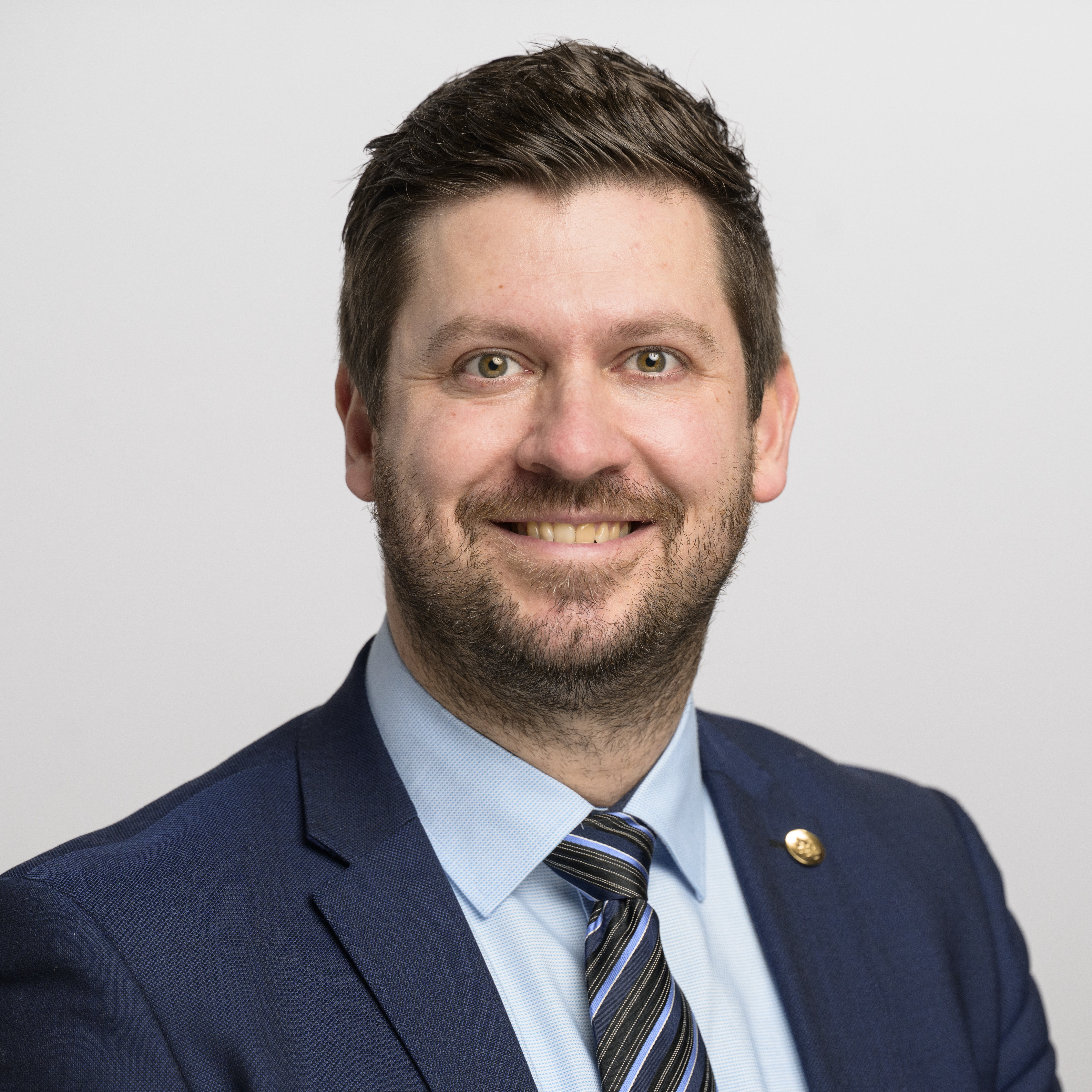
Dominik Blunschy (2023)

Dominik Blunschy (* 27. Oktober 1987 in Schwyz; heimatberechtigt in Niederrohrdorf) ist ein Schweizer Politiker (Die Mitte, vormals CVP).

## Leben
Blunschy ist der Enkel der ehemaligen Nationalrätin Elisabeth Blunschy. Er absolvierte an der ETH Zürich ein Bachelor- und Master-Studium in Informatik und ist als Software-Ingenieur tätig.
Bei den Kantonsratswahlen vom 20. März 2016 wurde Blunschy mit 1'397 Stimmen für den Wahlkreis Schwyz in den Schwyzer Kantonsrat gewählt. Dort ist er Mitglied der Kommission für Bildung und Kultur. 2020 wurde er mit dem besten Resultat aller Kandidierenden als Kantonsrat wiedergewählt.
Im Juli 2022 ernannte ihn die Mitte-Fraktion des Schwyzer Kantonsrates zum neuen Fraktionspräsidenten.
Zwischen 2008 und 2019 war er während 11 Jahren Vorstandsmitglied der Jungen CVP Kanton Schwyz, 7 Jahre davon als Präsident. Von 2017 bis 2019 war er ausserdem Vorstandsmitglied und Internationaler Sekretär der Jungen CVP Schweiz.
Blunschy war Kandidat für die Nationalratswahlen vom 22. Oktober 2023 und wurde bei diesen in den Nationalrat gewählt und verteidigte so den Mitte-Sitz des abtretenden Alois Gmür.